# Батори, Альберто
Альберто Батори (итал. Alberto Batori, 26 февраля 1884, Виареджо — 5 ноября 1923, там же) — итальянский шахматист, шахматный композитор и журналист. Победитель неофициального чемпионата Италии (1-го турнира журнала «L’Italia Scacchistica»).
Родился в семье моряка.
Изначально занимался шахматной композицией. В 1905 году получил почетный отзыв на конкурсе журнала «Schweizerische Schachzeitung». Состоял в американской организации проблемистов «Good companion», основанной А. К. Уайтом. В 1919 году получил 1-й приз на конкурсе этой организации.
Возглавлял отдел композиции журнала «L'Italia Scacchistica». С 1916 г. был главным редактором журнала.

## Спортивные результаты
| Год  | Город    | Соревнование                                                                           | + | − | = | Результат | Место       |
| ---- | -------- | -------------------------------------------------------------------------------------- | - | - | - | --------- | ----------- |
| 1911 | Рим      | Национальный турнир (5-й турнир Итальянского шахматного союза, соревнования любителей) |   |   |   |           | 4           |
| 1912 | Виареджо | Национальный турнир (1-й турнир журнала «L’Italia Scacchistica»)                       | 4 | 0 | 2 | 5 из 6    | 1           |
| 1913 | Болонья  | Национальный турнир (2-й турнир журнала «L’Italia Scacchistica»)                       |   |   |   |           | 4           |
| 1916 | Милан    | Национальный турнир (1-й турнир Креспи)                                                |   |   |   |           | 5           |
| 1919 | Милан    | Национальный турнир (2-й турнир Креспи)                                                |   |   |   |           | 6           |
| 1921 | Виареджо | Чемпионат Италии                                                                       |   |   |   |           | [ 5 ] [ 6 ] |